# Sauer 38H
A Sauer 38H, ou frequentemente apenas H, era uma pequena pistola semiautomática fabricada na Alemanha Nazista de 1938 até logo após o fim da Segunda Guerra Mundial pela J. P. Sauer & Sohn, então sediada em Suhl, na Alemanha. O "H" no número do modelo é uma abreviação de "hahn", referindo-se ao cão interno do mecanismo de disparo.
A Sauer 38H foi produzida em grande parte para o cartucho .32 ACP. O modelo 38H foi usado pelas forças armadas alemãs, como a Luftwaffe, bem como pelas forças policiais, em números quase iguais aos da Walther PPK. A Sauer 38H foi produzida para o mercado militar, policial e comercial. Uma quantidade muito pequena foi produzida para os calibres .22 Long Rifle e .380 ACP.